# Chuck Vinson
Pour les articles homonymes, voir Vinson.
Chuck Vinson est un réalisateur et producteur américain né le 14 juillet 1956 à Elkhart, Indiana (États-Unis).

## Filmographie

### comme réalisateur
- 1990 : Le Prince de Bel-Air ("The Fresh Prince of Bel-Air") (série télévisée)
- 1991 : Sinbad and Friends: All the Way Live... Almost! (TV)
- 1991 : Clarissa Explains It All (série télévisée)
- 1992 : You Bet Your Life (série télévisée)
- 1992 : Martin ("Martin") (série télévisée)
- 1993 : Living Single (série télévisée)
- 1993 : Thea (série télévisée)
- 1994 : Sister, Sister ("Sister, Sister") (série télévisée)
- 1996 : Sabrina, l'apprentie sorcière ("Sabrina, the Teenage Witch") (série télévisée)
- 1997 : The Right Connections (TV)
- 1998 : 29th NAACP Image Awards (TV)
- 1999 : 30th NAACP Image Awards (TV)
- 2000 : 31st NAACP Image Awards (TV)
- 2002 : Jamie Foxx: I Might Need Security (TV)
- 2003 : Latham Entertainment Presents (vidéo)
- 2003 : Last Comic Standing (série télévisée)
- 2003 : Big Time (série télévisée)
- 2004 : Last Comic Standing 2 (série télévisée)
- 2004 : Last Comic Standing 3 (série télévisée)
- 2005 : Kims of Comedy (TV)

### comme producteur
- 1994 : All That (série télévisée)
- 2005 : Nick Cannon Presents: Wild 'N Out (série télévisée)